# Opius jamaicensis
Opius jamaicensis är en stekelart som beskrevs av Fischer 1963. Opius jamaicensis ingår i släktet Opius och familjen bracksteklar. Inga underarter finns listade i Catalogue of Life.